# 哈伯德 (內布拉斯加州)
哈伯德（英語：Hubbard）是位於美國內布拉斯加州達科他縣的村。

## 人口
根據2020年美國人口普查的數據，哈伯德的面積為0.43平方千米，皆為陸地。當地共有人口153人，而人口密度為每平方千米356人。

## 歷史
達科他城土地公司於 1880 年在 Hubbard 開闢了土地。哈伯特鎮以 Covington、Columbus 和 Black Hills Railroad 的總裁 Asahel W. Hubbard 法官命名。